# Fabriciana subornatissima
Fabriciana subornatissima är en fjärilsart som beskrevs av Reuss 1922. Fabriciana subornatissima ingår i släktet Fabriciana och familjen praktfjärilar. Inga underarter finns listade i Catalogue of Life.